# Szczecinki potyliczne
Szczecinki potyliczne – rodzaj szczecinek występujący na głowie muchówek i pcheł.
U muchówek wyróżnia się szczecinki potyliczne zewnętrzne oraz szczecinki potyliczne wewnętrzne. Usytuowane są one po bokach szczecinek zaciemieniowych i oddalone od linii środkowej potylicznej części głowy.
U pcheł szczecinki potyliczne ulokowane są za czułkami, gdzie leżą w dwóch lub trzech rzędach.